# Fabronia tahitensis
Fabronia tahitensis är en bladmossart som beskrevs av Jean Nadeaud 1873. Fabronia tahitensis ingår i släktet Fabronia och familjen Fabroniaceae. Inga underarter finns listade i Catalogue of Life.